# 马斯帕洛马斯

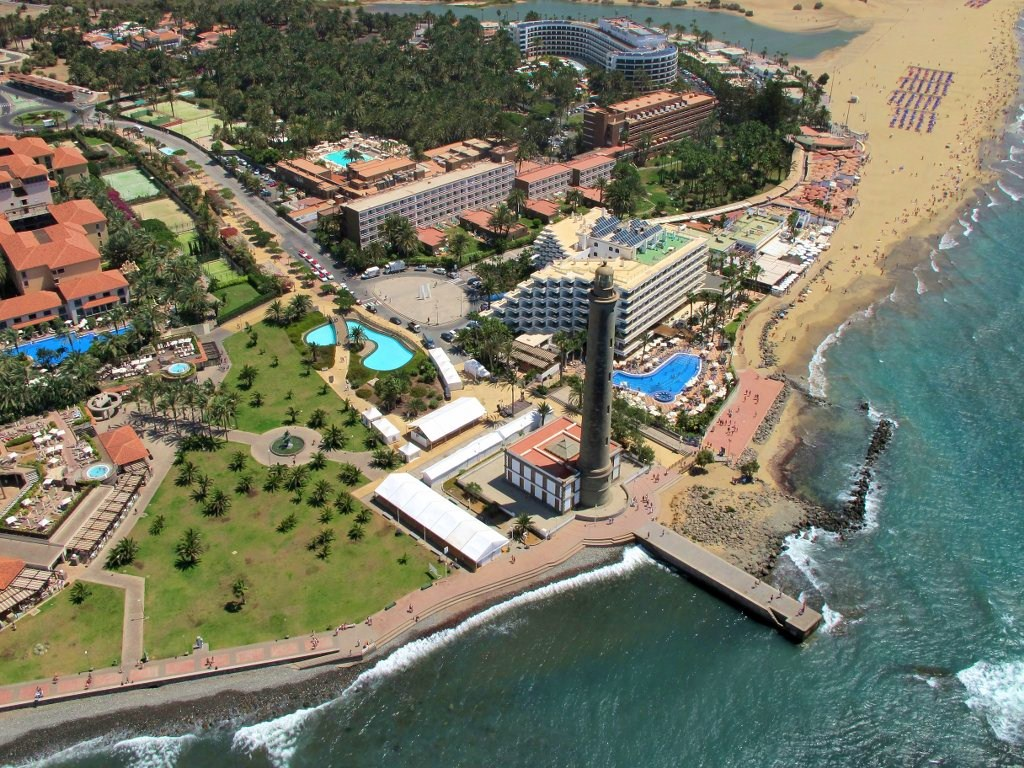
马斯帕洛马斯灯塔的上空照

马斯帕洛马斯（西班牙語：Maspalomas）是加那利群岛大加那利岛南部的一个旅游度假区，东起费利斯湾（Bahía Feliz），西至梅洛内拉斯，包括圣阿古斯丁、英国人海滩和圣费尔南多-德马斯帕洛马斯等度假小鎮。马斯帕洛马斯为圣巴托洛梅-德蒂拉哈纳市镇的最南部，也是该岛屿的最南部。

## 图集

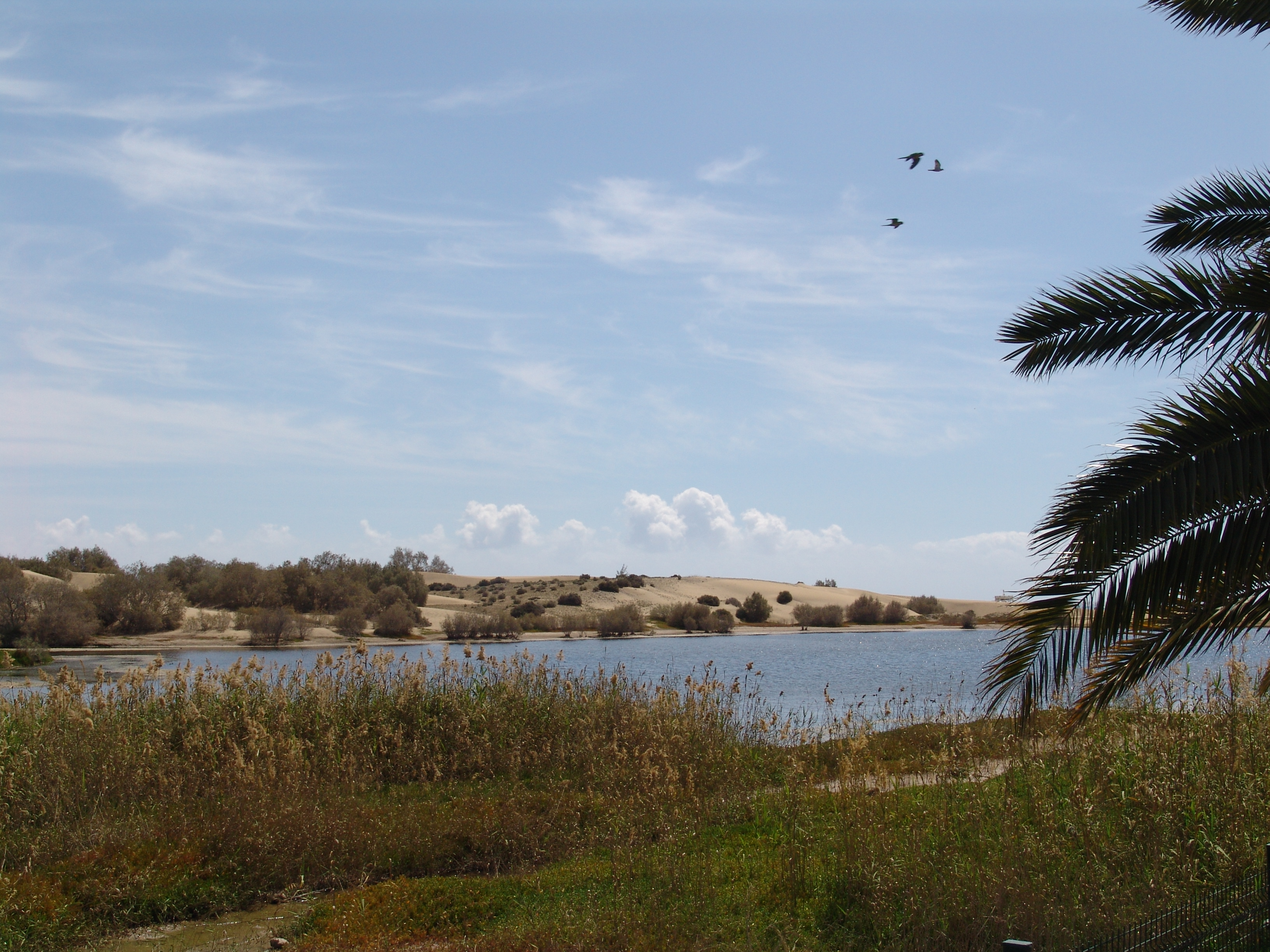
La Charca鸟类保护区
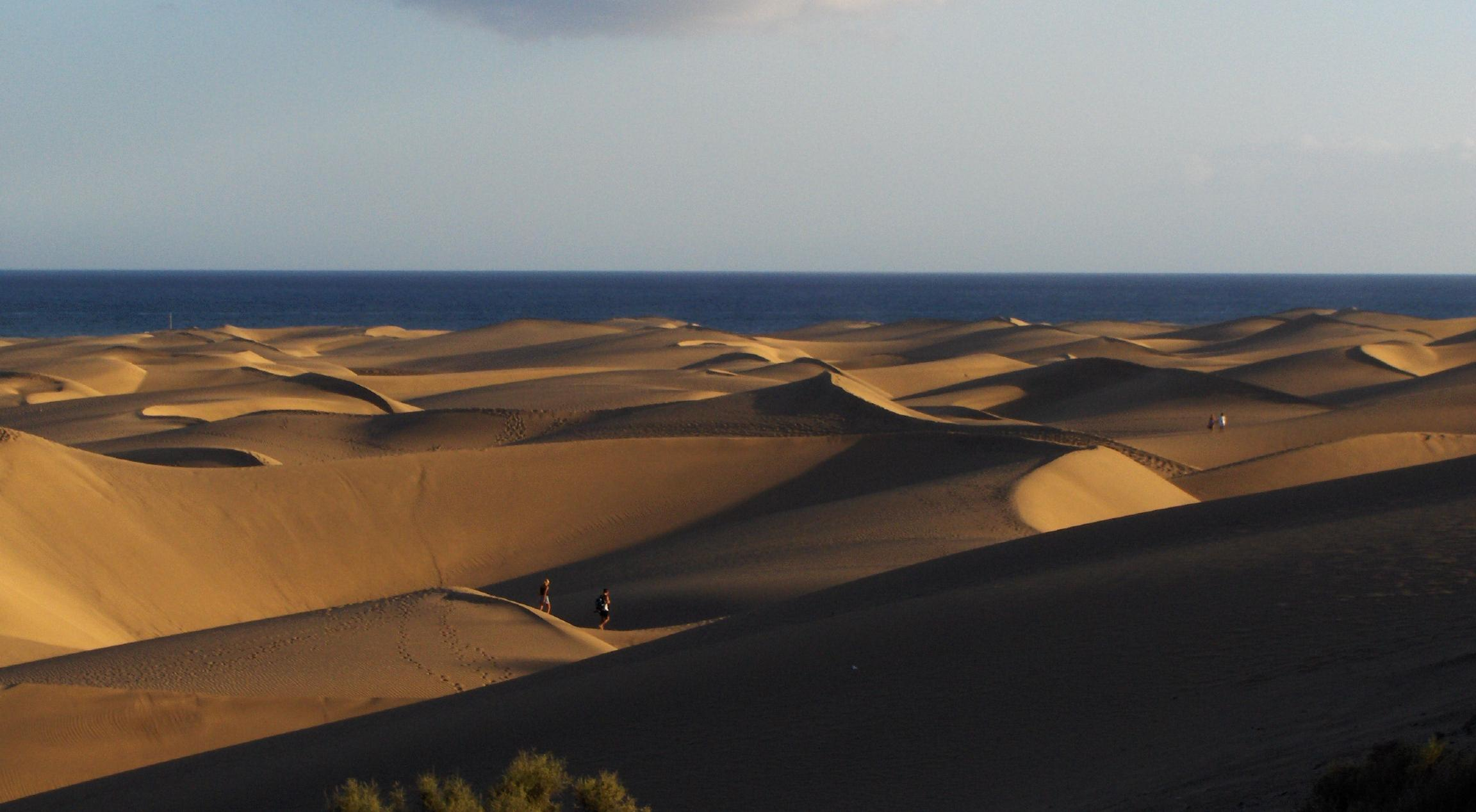
马斯帕洛马斯沙丘（英语：Maspalomas Dunes）
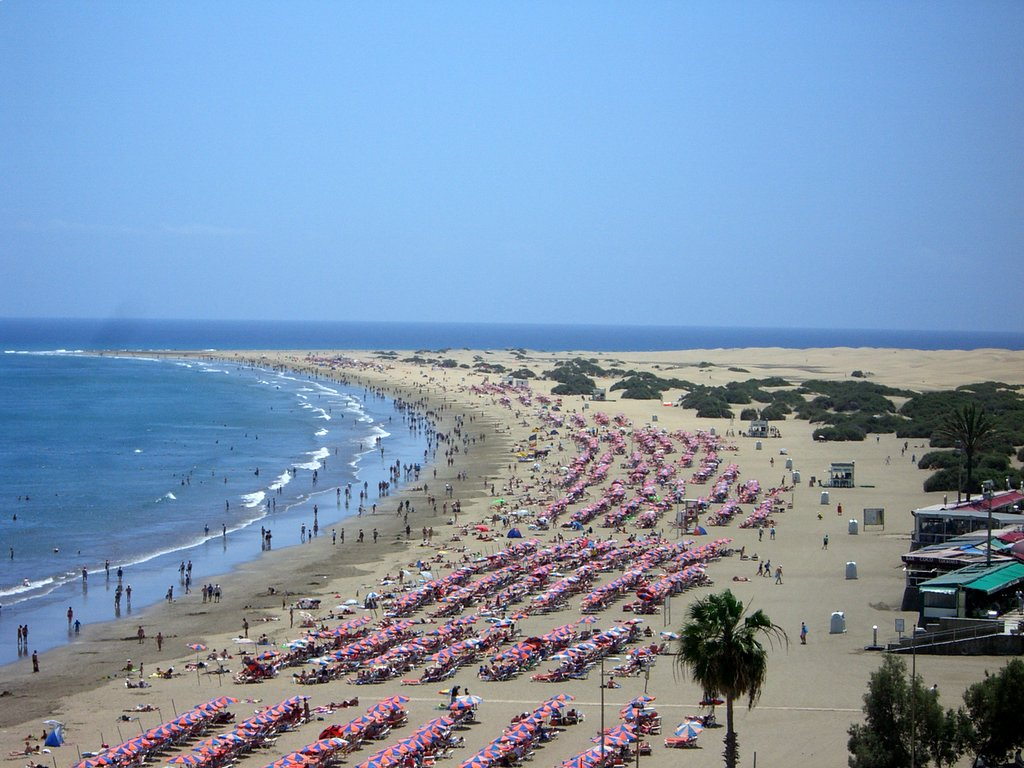
英国人海滩
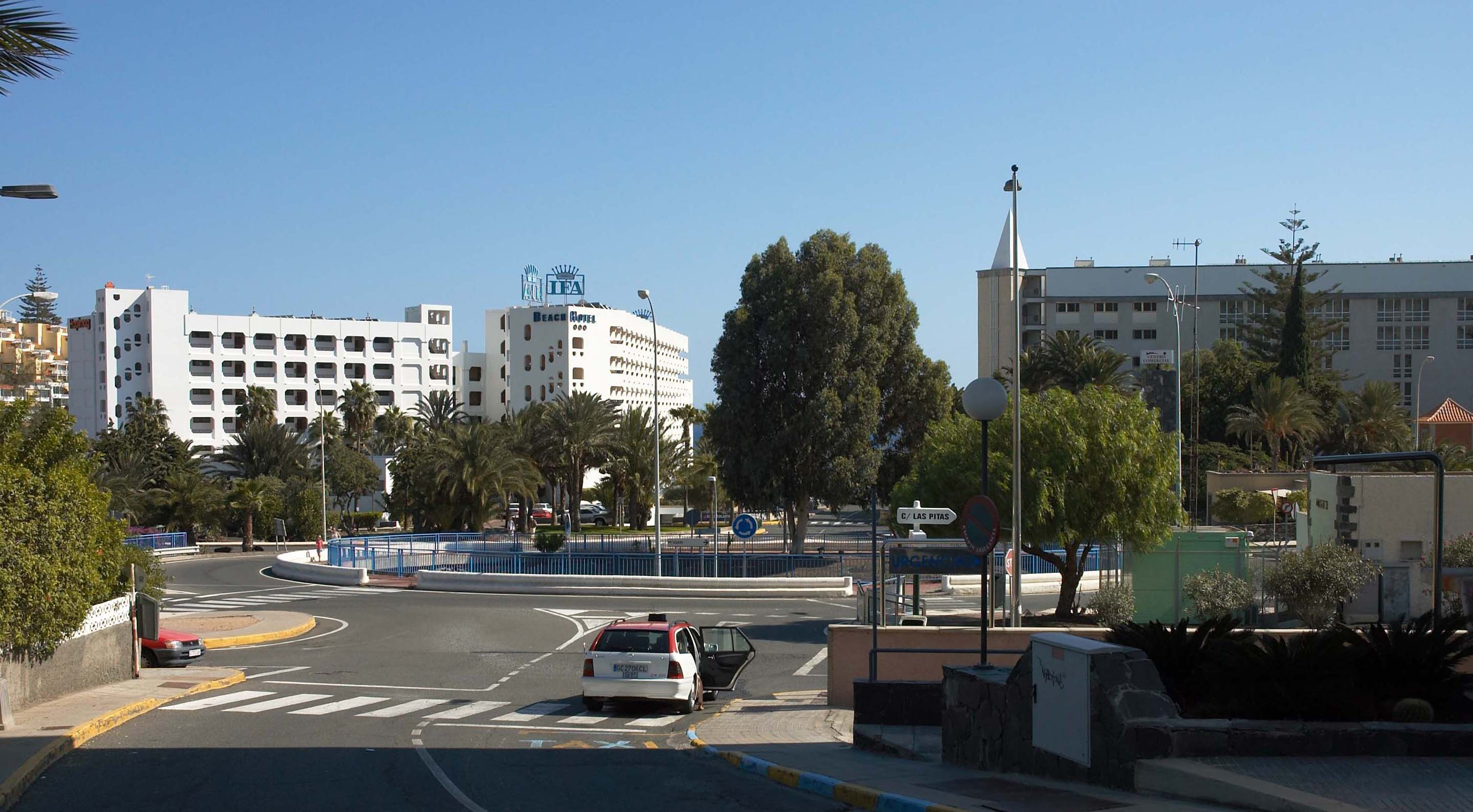
位于圣阿古斯丁的旅馆
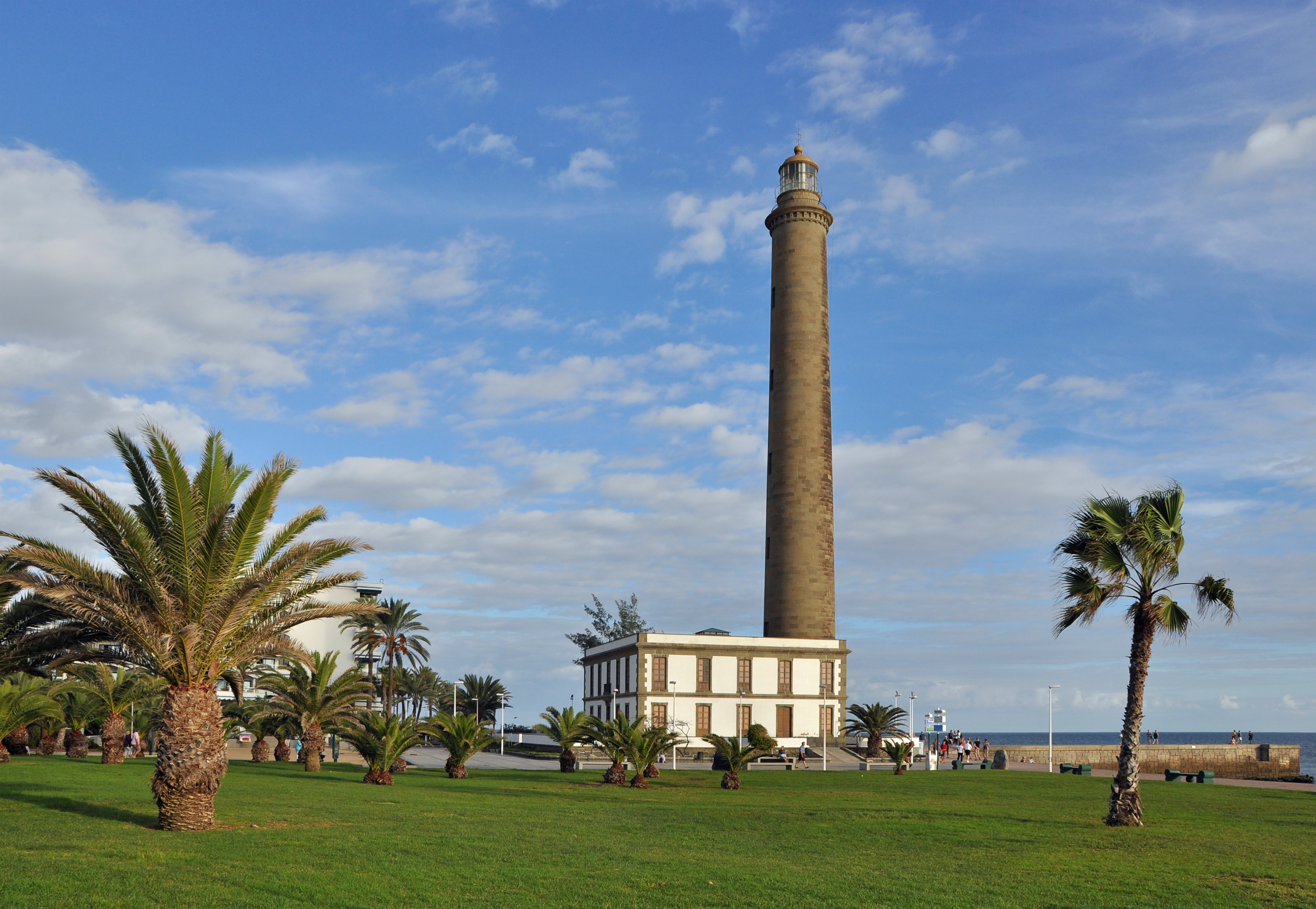
马斯帕洛马斯灯塔（英语：Maspalomas Lighthouse）
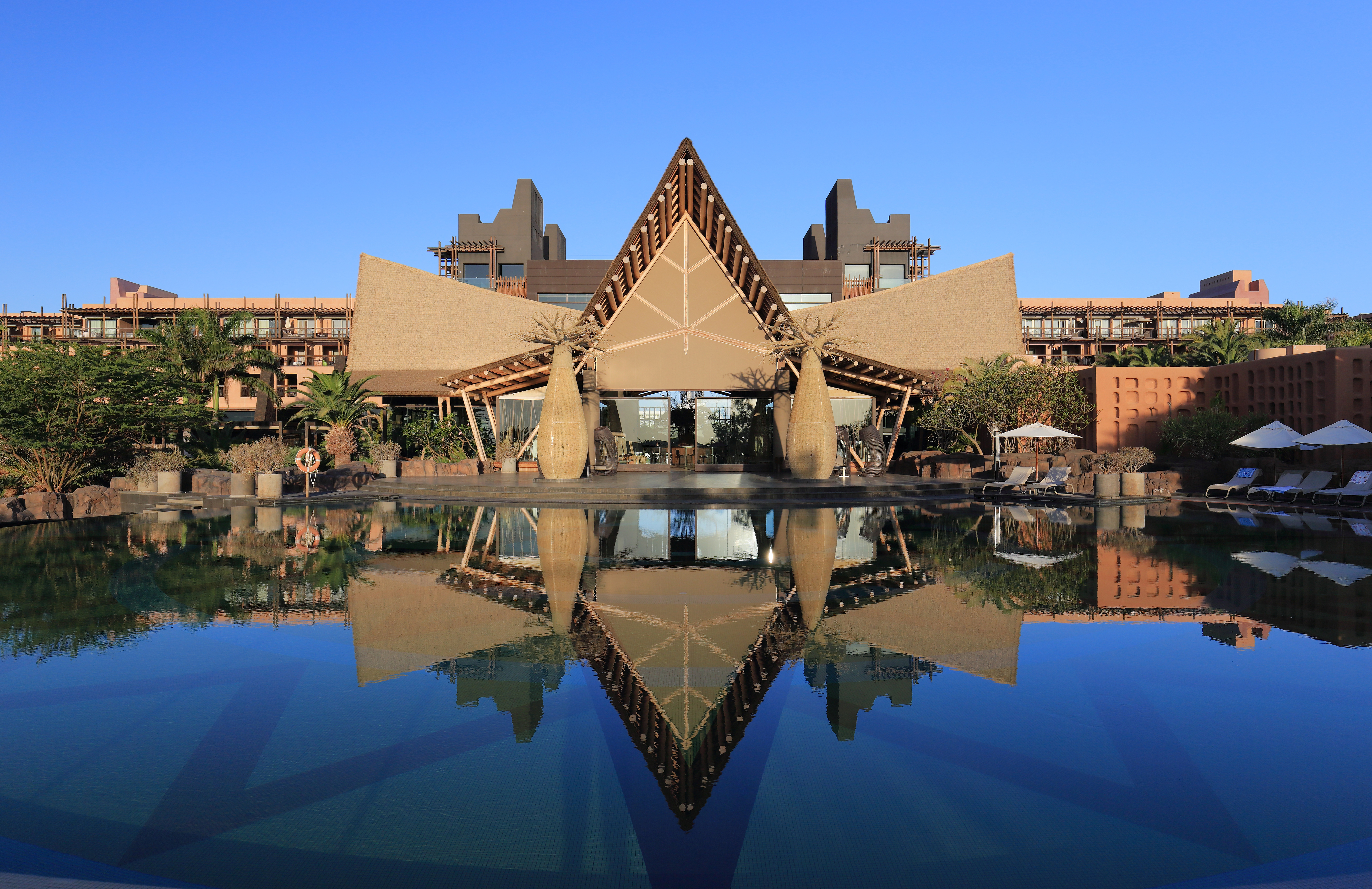
度假酒店